# 卡特·怀特希尔
卡特·怀特希尔（英語：Cat Whitehill，1982年2月10日—），旧姓雷迪克（Reddick），美国女子足球运动员。她曾代表美国参加2004年夏季奥林匹克运动会足球比赛，获得一枚金牌。她也曾参加2003年和2007年女子足球世界杯。